# NGC 6358
NGC 6358 (również PGC 60054 lub UGC 10810) – galaktyka spiralna (S), znajdująca się w gwiazdozbiorze Smoka. Odkrył ją Lewis A. Swift 2 maja 1887 roku.